# 이다가와역
이다가와역(일본어: 井田川駅)은 일본 미에현 가메야마시에 있는 도카이 여객철도 간사이 본선의 역이다. 상대식 승강장 2면 2선의 구조를 가지는 지상역이다.

## 타는 곳
| 1 · 2 | ■ 간사이 본선 | 상행 | 욧카이치 · 나고야 방면 |
| 3     | ■ 간사이 본선 | 하행 | 가메야마 방면          |

## 이용 현황
| 연도     | 하루 평균 승차 인원 |
| 1998년도 | 751명               |
| 1999년도 | 761명               |
| 2000년도 | 765명               |
| 2001년도 | 763명               |
| 2002년도 | 747명               |
| 2003년도 | 734명               |
| 2004년도 | 695명               |
| 2005년도 | 660명               |
| 2006년도 | 640명               |
| 2007년도 | 618명               |
| 2008년도 | 621명               |
| 2009년도 | 605명               |
| 2010년도 | 616명               |
| -------- | ------------------- |

## 역 주변
- 노보노 신사

## 인접 정차역
| 도카이 여객철도 간사이 본선 | 도카이 여객철도 간사이 본선 | 도카이 여객철도 간사이 본선 |
| --------------------------- | --------------------------- | --------------------------- |
| 가사도 나고야 방면          | ■ 쾌속 ■ 구간쾌속 ■ 보통    | 가메야마 가메야마 방면      |